# Sífutás az 1948. évi téli olimpiai játékokon
Az 1948. évi téli olimpiai játékokon a sífutás versenyszámait St. Moritzban rendezték meg. Január 31-én a 18 kilométeres, február 3-án a 4 × 10 kilométeres váltót, majd február 6-án az 50 kilométeres versenyszámban avattak olimpiai bajnokot.

## Részt vevő nemzetek
A versenyeken 15 nemzet 106 sportolója vett részt.
- Ausztria (AUT) (8)
- Bulgária (BUL) (2)
- Csehszlovákia (TCH) (9)
- Egyesült Államok (USA) (5)
- Finnország (FIN) (13)
- Franciaország (FRA) (7)
- Jugoszlávia (YUG) (6)
- Kanada (CAN) (2)
- Lengyelország (POL) (5)
- Liechtenstein (LIE) (5)
- Magyarország (HUN) (2)
- Norvégia (NOR) (12)
- Olaszország (ITA) (9)
- Svájc (SUI) (10)
- Svédország (SWE) (11)

## Éremtáblázat
(Az egyes számoszlopok legmagasabb értéke, vagy értékei vastagítással kiemelve.)
| Az 1948. évi téli olimpiai játékok éremtáblázata sífutásban | Az 1948. évi téli olimpiai játékok éremtáblázata sífutásban | Az 1948. évi téli olimpiai játékok éremtáblázata sífutásban | Az 1948. évi téli olimpiai játékok éremtáblázata sífutásban | Az 1948. évi téli olimpiai játékok éremtáblázata sífutásban | Olimpia  |
| ----------------------------------------------------------- | ----------------------------------------------------------- | ----------------------------------------------------------- | ----------------------------------------------------------- | ----------------------------------------------------------- | -------- |
|                                                             | Ország                                                      | Arany                                                       | Ezüst                                                       | Bronz                                                       | Összesen |
| 1.                                                          | Svédország (SWE)                                            | 3                                                           | 2                                                           | 1                                                           | 6        |
|                                                             |                                                             |                                                             |                                                             |                                                             |          |
| 2.                                                          | Finnország (FIN)                                            | 0                                                           | 1                                                           | 1                                                           | 2        |
|                                                             |                                                             |                                                             |                                                             |                                                             |          |
| 3.                                                          | Norvégia (NOR)                                              | 0                                                           | 0                                                           | 1                                                           | 1        |
|                                                             |                                                             |                                                             |                                                             |                                                             |          |
| Összesen                                                    | Összesen                                                    | 3                                                           | 3                                                           | 3                                                           | 9        |

## Érmesek
| Az 1948. évi téli olimpiai játékok érmesei sífutásban |                                                                                    |         |                                                                                      |         |                                                                           |         |
| Versenyszám                                           | Arany                                                                              | Arany   | Ezüst                                                                                | Ezüst   | Bronz                                                                     | Bronz   |
| 18 km                                                 | Martin Lundström · Svédország (SWE)                                                | 1:13:50 | Nils Östensson · Svédország (SWE)                                                    | 1:14:22 | Gunnar Eriksson · Svédország (SWE)                                        | 1:16:06 |
| 50 km                                                 | Nils Karlsson · Svédország (SWE)                                                   | 3:47:48 | Harald Eriksson · Svédország (SWE)                                                   | 3:52:20 | Benjamin Vanninen · Finnország (FIN)                                      | 3:57:38 |
| 4 × 10 km                                             | Svédország (SWE) · Nils Östensson · Nils Täpp · Gunnar Eriksson · Martin Lundström | 2:32:08 | Finnország (FIN) · Lauri Silvennoinen · Teuvo Laukkanen · Sauli Rytky · August Kiuru | 2:41:06 | Norvégia (NOR) · Erling Evensen · Olav Økern · Reidar Nyborg · Olav Hagen | 2:44:33 |